# Zanthoxylum amapaense
Zanthoxylum amapaense är en vinruteväxtart som först beskrevs av De Albuquerque, och fick sitt nu gällande namn av Alma May Waterman. Zanthoxylum amapaense ingår i släktet Zanthoxylum och familjen vinruteväxter. Inga underarter finns listade i Catalogue of Life.